# Снежна краљица
Снежна краљица (дан. Snedronningen) је оригинална бајка данског аутора Ханса Кристијана Андерсена. Први пут је објављена 21. децембра 1844. године у Новим бајкама, први том, друга збирка. Прича говори о борби између добра и зла, коју су персонификују Герда и њен пријатељ Кај. 
Снежна краљица је једна од најдужих и најцењенијих Андерсенових бајки. Редовно се укључује у одабране приче и збирке и често се поново штампа у илустрованим издањима књига.
Андерсен је 1840. упознао шведску оперску певачицу Џени Линд и заљубио се у њу, али она није била романтично заинтересована за њега. Према Керол Розен, Андерсену је она послужила као инспирација за Снежну краљицу леденог срца, након што га је одбила као удварача.

## Радња
Снежна краљица је бајка подељена у седам прича:

### О огледалу и његовим комадићима
Ђаво, у обличју трола, је направио магично огледало које искривљује изглед свега што одражава, показујући само лоше и ружне аспекте људи. Када ђаво и други тролови покушају да подигну огледало на небо да заварају анђеле и Бога, оно пада, и разбија се у милијарду комадића, ситних као зрна песка. Ветар разноси крхотине по целој Земљи и улазе у срца и очи људи, леде им срца као блокове леда и претварају очи у само огледало које види само лоше и ружно у људима и стварима.

### Дечак и девојчица
Годинама касније, дечак Кај и девојчица Герда живели су у великом граду, у поткровљу суседних зграда. Могли су да дођу од једно до другог ако пређу преко олука. Две породице су узгајале поврће и руже у кутијама постављеним на прозорима. Герда и Кај су постали одани другови једно другом, блиски као да су брат и сестра.
Кајева бака причала је деци о Снежној краљици, која влада „снежним пчелама“ — пахуљама које личе на пчеле. Гледајући кроз свој залеђени прозор једне зиме, Кај угледа Снежну краљицу, која га позива да пође са њом, али је он одбија из љубави према Герди.
Следећег пролећа, Герда је научила песму коју је певала Кају: Ружа цвета, а када процвета, чекај празник Божијега детета! Пошто руже красе прозорску башту у кутијама, поглед на руже увек подсећа Герду на њену љубав према Кају.
Али када комадић магичног огледала, ношен пахуљом, упадне у Кајево срце и очи, он постаје суров и агресиван. Уништава башту, исмијава баку, а до Герде му више није стало. Сада му се сви чине подли и ружни. Тако он завршава у пратњи Снежне краљице, која му даје два пољупца: један да утрне од хладноће, а други да га натера да заборави Герду и њену породицу. Трећи пољубац би га убио. Одвела је Каја санкама у своју палату. 

### Цветњак жене која је умела да врача
Становници града су закључили да се Кај утопио у оближњој реци, али Герда не жели да верује. Одлази да га потражи и испитује све и свакога о месту где се Кај налази. Герда проналази кућу старе чаробнице са прелепом баштом у којој влада вечно лето. Чаробница жели да Герда остане са њом заувек, па је бацила чини на њу да заборави Каја. Герда угледа ружу на шеширу чаробнице, и сети се Каја и почиње да плаче. Герда бежи из баште вечног лета и схвата да је већ јесен. Изгубила је много времена и нема топлу одећу да обуче.

### Принц и принцеза
Герда бежи и среће врану, која јој каже да је Кај у принцезиној палати. Герда одлази у палату и упознаје принцезу и принца, који није Кај али личи на њега. Герда им прича своју причу, а они јој дају топлу одећу и прелепу кочију.

### Мала разбојница
Док је путовала у кочији, Герду су ухватили разбојници и одвели је у свој замак, где се спријатељила са малом разбојницом, чији јој љубимаци, голубице, говоре да су видели Каја када га је Снежна краљица однела у правцу Лапоније. Заробљени ирвас јој каже да зна како да дође до Лапоније пошто је то његов дом.
Мала разбојница ослобађа Герду и ирваса и они путују на север до палате Снежне краљице.

### Лапонкиња и Финкиња
Два пута заустављају: прво у кући Лапонкиње, а затим у кући Финкиње. Финкиња говори ирвасима да је тајна Гердине јединствене моћи да спасе Каја у њеном слатком и невином дечијем срцу:
„Не могу је учинити јачом но што већ јесте. Зар не видиш колика је у њој снага? Зар не видиш како њој морају да служе и људи и животиње, како је успела да превали пола света боса? Не треба да мисли како смо јој ми дали снагу, нити ми можемо да јој је дамо; снага је у њеном милом, невином, детињем срцу. Ако она сама не успе да се пробије у двор Снежне краљице и да Каја ослободи од крхотине стакла, ми јој не можемо помоћи.”
Када Герда стигне у палату Снежне краљице, пахуље је заустављају нападајући је попут ножева. Молећи се Оче наш, пахуљице падају на земљу и Герда може да уђе у палату.

### Шта се дешавало у двору Снежне краљице и шта се после догодило
Герда проналази Каја, који је затвореник Снежне краљице и који ће га пустити само ако успе да састави реч коју му је краљица рекла од леда и пахуља. Герда притрча Кају и пољуби га, и спашава га снагом њене љубави. Гердине вреле сузе истопише му срце и уништише у њему мрвицу огледала. Кај бризне у плач, и тако избаци стаклени трун из ока, и поново постаде весео и здрав. Сада слободни, враћају се кући. Када стигну, виде да је све остало исто, али да су се они променили. Сада су старији. На крају бака чита одломак из Библије:
„Не будете ли као деца, нећете ући у Царство небеско“.